# Liste der Biografien/Jano
Liste der Biografien |
Portal Biografien |
Personensuche
# |
A |
B |
C |
D |
E |
F |
G |
H |
I |
J |
K |
L |
M |
N |
O |
P |
Q |
R |
S |
T |
U |
V |
W |
X |
Y |
Z |
?
 
Ja |
Jb |
Jd |
Je |
Jh |
Ji |
Jj |
Jl |
Jn |
Jm |
Jo |
Jp |
Jr |
Js |
Jt |
Ju |
Jv |
Jw |
Jy
 
Jaa |
Jab |
Jac |
Jad |
Jae |
Jaf |
Jag |
Jah |
Jai |
Jaj |
Jak |
Jal |
Jam |
Jan |
Jao |
Jap |
Jaq |
Jar |
Jas |
Jat |
Jau |
Jav |
Jaw |
Jax |
Jay |
Jaz
 
Jana |
Janb |
Janc |
Jand |
Jane |
Jang |
Janh |
Jani |
Janj |
Jank |
Janm |
Jann |
Jano |
Janr |
Jans |
Jant |
Janu |
Janv |
Jany |
Janz
Die Liste der Biografien führt alle Personen auf, die in der deutschsprachigen Wikipedia einen Artikel haben. Dieses ist eine Teilliste mit 105 Einträgen von Personen, deren Namen mit den Buchstaben „Jano“ beginnt.

## Jano
- Jano (* 1955), französischer Comiczeichner
- Jano (* 1986), spanischer Fußballspieler
- Jano (* 1996), deutsch-libanesische Sängerin
- Jano, Vittorio (1891–1965), italienischer Konstrukteur von RennsportwagenVittorio Jano (1891–1965)

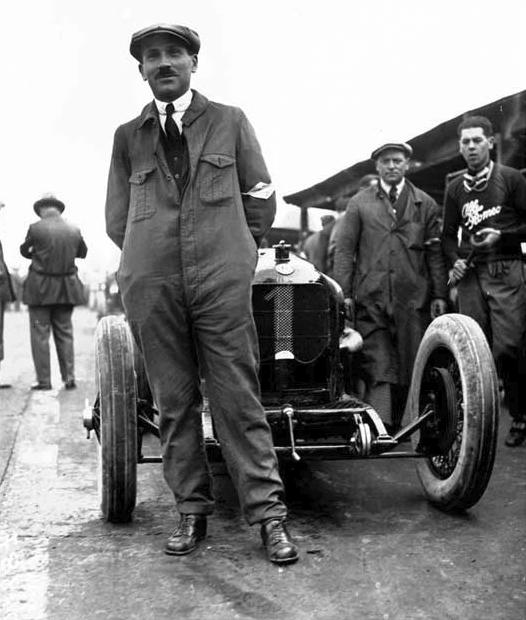
Vittorio Jano (1891–1965)

- Jano, Zeteny (* 2005), österreichischer Fußballspieler

### Janoc
- Janoch, Silvia (* 1980), österreichische Politikerin (ÖVP)
- Janocha, Michał (* 1959), polnischer römisch-katholischer Geistlicher, Weihbischof in Warschau
- Janocki, Jan Daniel (1720–1786), polnischer Bibliograph
- Janočko, Vladimír (* 1976), slowakischer Fußballspieler

### Janog
- Janogy, Madelen (* 1995), schwedische Fußballspielerin

### Janom
- Janom Steiner, Barbara (* 1963), Schweizer Politikerin (BDP)

### Janon
- Janonis, Juozas (1934–2020), litauischer Politiker, Mitglied des Seimas
- Janonis, Vytautas (* 1948), litauischer Architekt und Politiker

### Janor
- Janorschke, Grischa (* 1987), deutscher Radrennfahrer

### Janos
- Janos, Stefan (* 1943), slowakisch-schweizerischer Physiker
- Jánoš, Zdeněk (1967–1999), tschechischer Fußballtorhüter
- Janosa, Felix (* 1962), deutscher Komponist, Pianist, Kabarettist, Produzent und Autor
- Janosch (* 1931), deutscher Kinderbuchautor, Zeichner und SchriftstellerJanosch (* 1931)

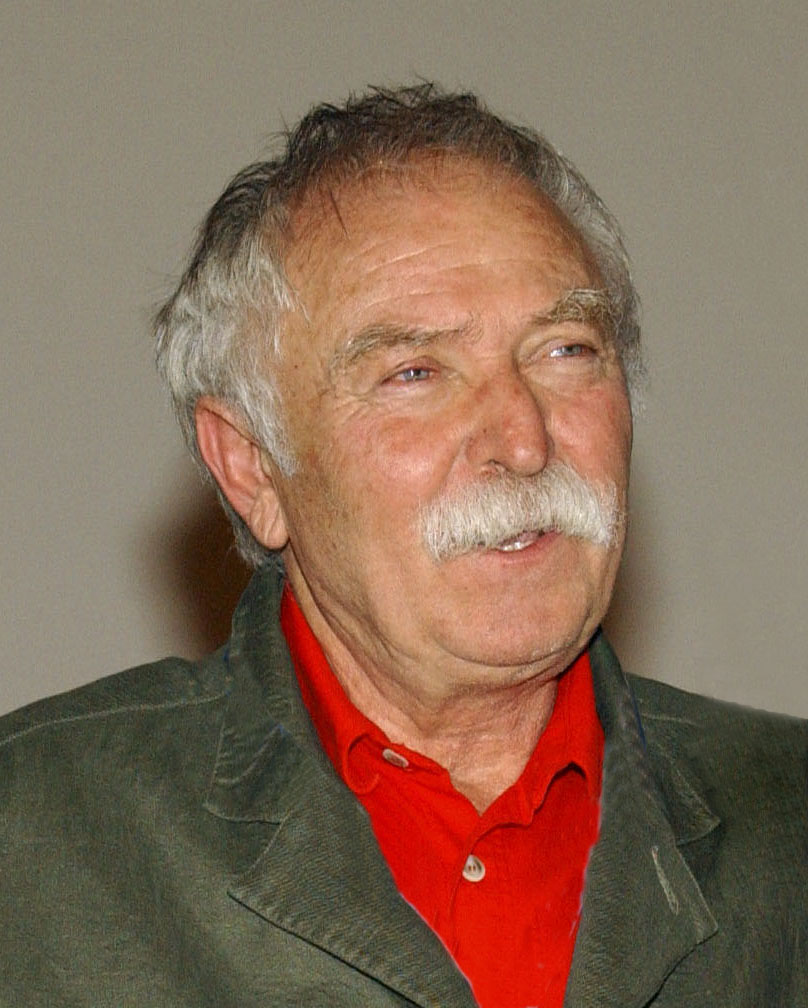
Janosch (* 1931)

- Janoschka, Enrico (* 1975), deutscher Motorrad-Bahnrennfahrer
- Janošević, Budimir (* 1989), serbischer Fußballtorhüter
- Janošević, Dragoljub (1923–1993), jugoslawischer Schachspieler
- Jánosi, Ferenc (1938–2023), ungarischer Volleyballspieler
- Jánosi, Peter (* 1960), österreichischer Ägyptologe
- Jánosi, Zsuzsanna (* 1963), ungarische Florettfechterin
- Janošić, Dijana (* 1959), kroatische Fußballspielerin
- Jánošík, Juraj (1688–1713), slowakischer Soldat, Räuberführer, Nationalheld und als Janosik eine Figur in der slowakischen Kultur
- Jánošík, Peter (* 1988), slowakischer Fußballspieler
- Janoska, Albin, österreichischer Musiker
- Jánoska-Bendl, Judith (1931–2007), österreichische Soziologin
- Janoski, Stefan (* 1979), US-amerikanischer Skateboardfahrer
- Janosz, Alicja (* 1985), polnische Popsängerin
- Janosz, Artur (* 1993), polnischer Automobilrennfahrer

### Janot
- Janot, Denis († 1544), Buchhändler und Buchdrucker
- Janot, Jean († 1522), Buchhändler und Buchdrucker
- Janot, Jérémie (* 1977), französischer Fußballtorhüter
- Janot, Mozart Júnior (1922–1992), brasilianischer Diplomat
- Janot, Ronnie (1961–2019), deutscher Schauspieler
- Janota, Eduard (1952–2011), tschechischer Finanzminister und Ökonom
- Janota, Johannes (1938–2021), deutscher Altgermanist
- Janota, Josef (1911–1994), deutscher Politiker (GB/BHE, GDP, SPD), MdL
- Janota, Michał (* 1990), polnischer Fußballspieler
- Janota, Miroslav (* 1969), tschechischer Fußballspieler
- Janota-Bzowski, Elisabeth von (1912–2012), deutsche Briefmarkenkünstlerin
- Janotha, Nathalie (1856–1932), polnische Pianistin und Komponistin
- Janotta, Eberhard (* 1961), deutscher Fußballspieler und -trainer
- Janotta, Erhard (1887–1949), deutscher Politiker (SPD), MdL
- Janotta, Monique (* 1945), französische Primaballerina und Ballettmeisterin
- Janotta, Roger (* 1943), amerikanischer Komponist und Jazzmusiker

### Janou
- Janoubi, Abdulaziz al- (* 1974), saudi-arabischer Fußballspieler
- Janouch, Gustav (1903–1968), tschechischer Autor
- Janouch, Jakub (* 1990), tschechischer Volleyballspieler
- Janoušek, Antonín (1877–1941), tschechischer Journalist und Kommunist
- Janoušek, Bohumil (* 1937), tschechoslowakischer Ruderer
- Janoušek, Karel (1893–1971), tschechoslowakischer Soldat und Teilnehmer am Widerstand während des Ersten wie auch des Zweiten Weltkrieges
- Janoušek, Ladislav, tschechoslowakischer Radrennfahrer
- Janouski, Wjatschaslau (* 1957), sowjetisch-belarussischer Boxer
- Janoušková, Anna (* 1965), tschechoslowakische Skilangläuferin
- Janoušková, Michaela (* 1992), tschechische Handballspielerin

### Janov
- Janov, Arthur (1924–2017), US-amerikanischer Psychologe und Autor
- Jánov, Vít (* 1987), tschechischer Biathlet
- Janovics, Jenő (1872–1945), ungarischer Filmpionier und Mentor der Regisseure Alexander Korda und Michael Curtiz
- Janovsky, Georg (* 1944), deutscher Politiker (CDU), MdV, MdB
- Janovsky, Philipp (* 1970), deutscher Basketballspieler
- Janovsky, Thomas (* 1954), deutscher Jurist, Generalstaatsanwalt in Bamberg

### Janow
- Janow, Josef Hirsch (1733–1785), deutscher Rabbiner
- Janow, Merit E. (* 1958), US-amerikanische Hochschullehrerin und Mitglied des WTO Appellate Body
- Janowa, Wera Pawlowna (1907–2004), russisch-sowjetische Malerin
- Janowicz, Adrianna (* 1995), polnische Sprinterin
- Janowicz, Jerzy (* 1990), polnischer TennisspielerJerzy Janowicz (* 1990)

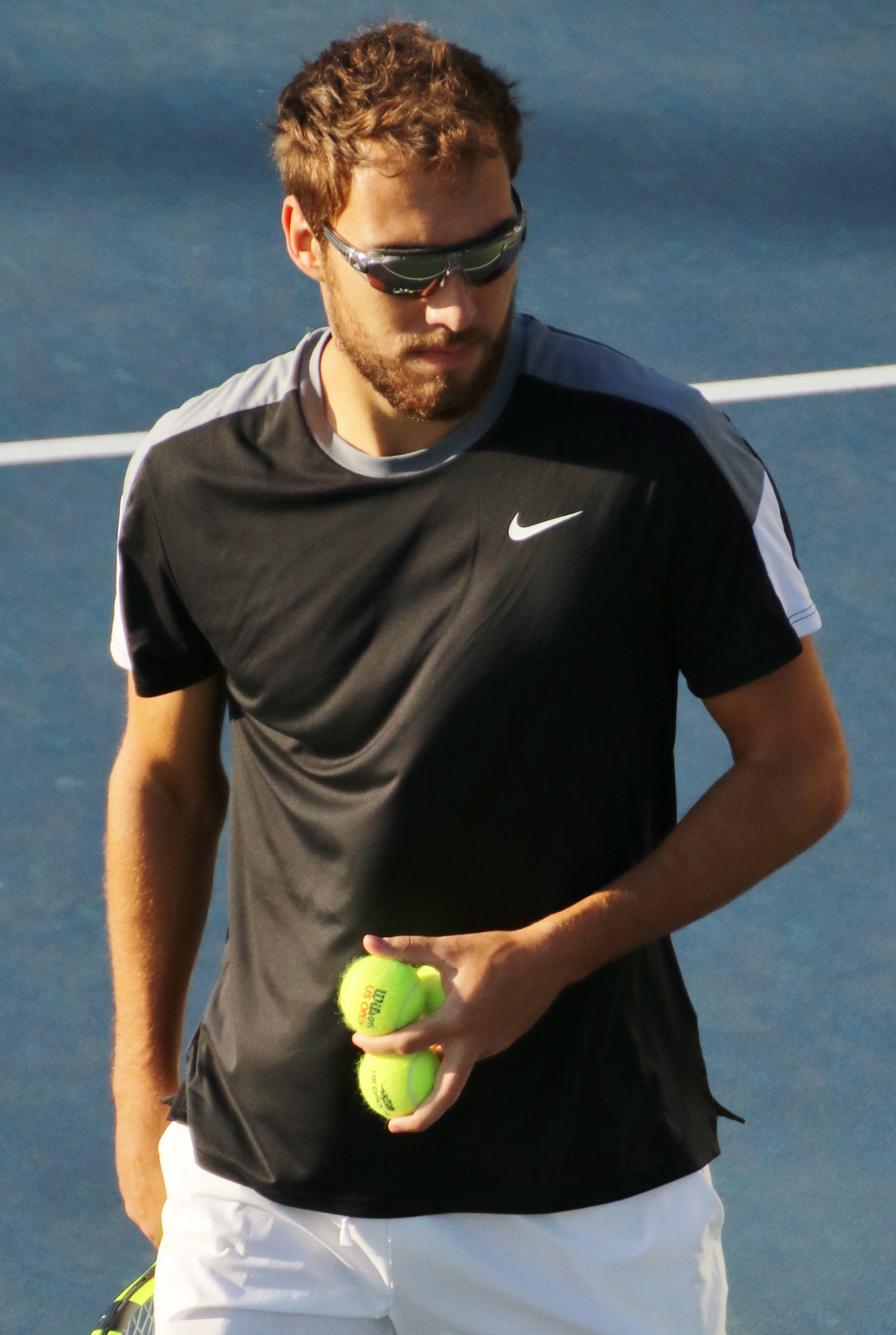
Jerzy Janowicz (* 1990)

- Janowitz, Berit (* 2004), deutsche Leichtathletin
- Janowitz, Franz (1892–1917), österreichischer Dichter
- Janowitz, Gundula (* 1937), österreichische Opern-, Oratorien- und Konzertsängerin (lyrischer Sopran)
- Janowitz, Hans (1890–1954), deutscher Autor
- Janowitz, Lih, deutsche Filmemacherin und Dramaturgin
- Janowitz, Ludwig von (1583–1641), württembergischer Verwaltungsbeamter und Gesandter
- Janowitz, Morris (1919–1988), US-amerikanischer Soziologe und Politikwissenschaftler
- Janowitz, Tama (* 1957), US-amerikanische Schriftstellerin
- Janowitz, Walter (1913–1997), deutschamerikanischer Schauspieler
- Janowitz, Wilhelm von (1489–1562), deutscher Baumeister und Burgvogt
- Janowska, Alina (1923–2017), polnische Schauspielerin
- Janowska, Inna (* 1976), ukrainische Schachspielerin
- Janowska, Ljubow (1861–1933), ukrainische Schriftstellerin
- Janowska, Olena (* 1990), ukrainische Hürdenläuferin
- Janowska, Zdzisława (* 1940), polnische Politikerin, Mitglied des Sejm
- Janowskaja, Jelena Borissowna (* 1938), sowjetisch-russische Mathematikerin
- Janowskaja, Sofja Alexandrowna (1896–1966), russische Mathematikhistorikerin
- Janowskaja, Tatjana Borissowna (1932–2019), sowjetische bzw. russische Geophysikerin und Hochschullehrerin
- Janowski, Bernd (* 1943), deutscher Hochschullehrer und evangelischer Theologe
- Janowski, Bernd (1957–2023), deutscher Fotograf, Vereinsgründer, Herausgeber und Autor
- Janowski, Christine (* 1945), deutsche Hochschullehrerin und evangelische Theologin
- Janowski, Dawid (1868–1927), polnischer Schachspieler
- Janowski, Florian Amand (1725–1801), Bischof von Tarnów
- Janowski, Gabriel (* 1947), polnischer Politiker, Sejm-Abgeordneter, Senator
- Janowski, Marek (* 1939), deutscher DirigentMarek Janowski (* 1939)

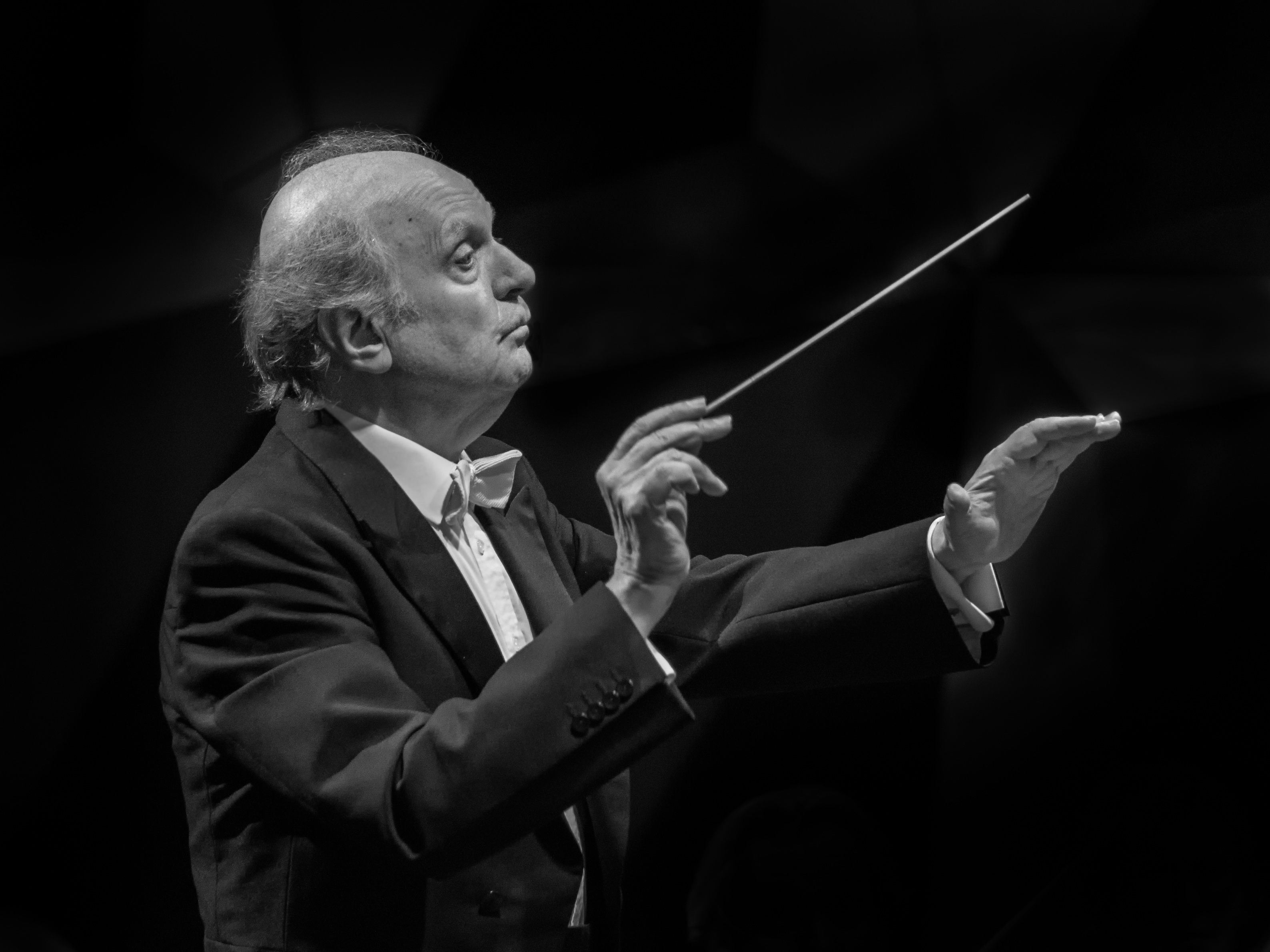
Marek Janowski (* 1939)

- Janowski, Maurycy (1919–1973), polnischer Schriftsteller, Drehbuchautor und Dramaturg
- Janowski, Paul (* 1917), deutscher Fußballspieler
- Janowski, Piotr (1951–2008), polnischer Geiger
- Janowski, Semjon Iwanowitsch (1789–1876), Marineoffizier und Forschungsreisender
- Janowski, Stanisław Janusz (1940–1993), polnischer Maler und Grafiker
- Janowski, Stefan (* 1957), polnischer Radrennfahrer
- Janowski, Stepan Dmitrijewitsch (1817–1897), russischer Arzt
- Janowsky, Karl (1903–1974), deutscher Politiker (NSDAP), MdR
- Janowsky, Uschi (* 1948), Tänzerin und Tanztherapeutin
- Janowskyj, Jurij (1902–1954), ukrainisch-sowjetischer Schriftsteller, Dichter, Dramatiker und Drehbuchautor
- Janowytsch, Iryna (* 1976), ukrainische Radrennfahrerin